# 대림절
대림절(待臨節, 영어: Advent)은 대부분의 기독교 교파에서 예수 그리스도의 탄생을 기념하는 성탄절과 그리스도의 재림을 기다리며 준비하는 시기로 지켜지는 교회력 절기이다. 대림절은 성탄절 전 네 번째 일요일에 시작하는데, 이를 대림 첫째 주일(Advent Sunday)이라고도 한다. 서방 기독교 전통에서 대림절은 교회력의 시작을 의미한다. 대림(Advent)이라는 용어는 라틴어 아드벤투스(라틴어: adventus, 오다)에서 유래했는데, 이는 신약성경에서 그리스도의 재림을 뜻하는 코이네 그리스어 파루시아(고대 그리스어: παρουσία)를 번역한 것이다.
베르나르 드 클레르보 이후로 기독교 전례력에서 대림절은 "그리스도의 오심"을 세 가지 관점에서 기대한다. 첫째는 베들레헴에서의 육체적 탄생, 둘째는 신자의 마음 속에서의 그리스도 영접, 셋째는 종말론적 재림이다.
대림절과 관련된 관습으로는 대림절 달력의 사용, 대림절 화환의 촛불 점화, 대림절을 위한 매일 기도 묵상(daily devotional), 크리스몬 트리(Chrismon tree) 설치, 크리스팅글(Christingle) 점화 등이 있다. 이 외에도 성탄 장식 준비와 같은 다양한 방식으로 성탄절을 맞이한다. 성탄 장식은 전례적으로 녹색 장식 걸기 의식으로 이루어지기도 한다.
동방 기독교에서 대림절에 해당하는 시기는 성탄절 준비 금식(Nativity Fast)으로 불리지만, 서방 교회의 대림절과는 의미, 기간, 관습 면에서 다르다. 또한, 동방 교회의 성탄절 준비 금식은 서방 교회처럼 전례력의 시작을 의미하지 않으며, 준비 의식에서 파루시아라는 용어를 사용하지 않는다.

## 날짜
성공회, 루터교, 장로교, 감리교 달력에서 대림절은 성탄절로부터 4주 전의 첫 일요일(항상 11월 27일과 12월 3일 사이)에서부터 12월 24일 크리스마스 이브까지를 말한다.
로마 전례에서 대림절은 11월 30일에서 가장 가까운 일요일의 첫 번째 저녁 기도로 시작하여 성탄절의 첫 번째 저녁 기도로 끝난다.

## 역사
대림절처럼 성탄절을 예비하는 기간이 생긴 연도는 정확히 전해지지는 않으나, 서기 480년에는 존재했던 것으로 본다. 공식적인 전례에 포함된 것은 서기 567년의 투르 공의회이다. 투르 공의회는 12월 한 달 동안 수도사들에게 성탄절까지 매일 금식하라고 명령하였다. 그러나 이러한 관습이 정확히 언제부터 왜 지켜지게 되었는지는 정확히 알려지지 않았고, 심지어 그 기원을 알아내는 것이 불가능하다 보는 이들도 있다.

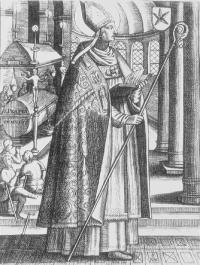
성 페르페토의 초상

대림절은 회개의 시기로 금식과 연관지어지는데, 이런 점을 강조하여 성 마르티노의 사순절 또는 성탄절 준비 금식으로도 알려져 있다. 투르의 성 그레고리우스에 따르면, 대림절의 축하는 5세기에 시작되었으며, 투르의 주교였던 성 페르페토가 11월 11일 성 마르티노 축일부터 성탄절까지 매주 세 번 금식할 것을 지시했다고 한다. 이로 인해 대림절은 종종 "성 마르틴의 사순절"로도 불렸다. 이러한 관습은 6세기까지 투르 교구에만 제한적으로 행해졌다.
581년에 열린 마콘 공의회는 투르에서 행해지던 대림절 금식 관습을 채택하였다. 이후 프랑스 전역에서 성 마르티노 축일부터 성탄절까지 매주 세 번 금식하는 관습이 정착되었다. 일부 나라의 신자들은 공의회에서 정한 요구 사항을 초과하여 대림절 기간 동안 매일 금식하기도 하였다.
서방 교회에서 대림절에 대한 명확한 언급은 젤라시오 성사집(Gelasian-)에서 발견되는데, 여기에는 성탄절 전 다섯 주간의 주일과 해당되는 수요일, 금요일을 위한 대림절의 기도문, 서신, 복음서 본문이 포함되어 있다. 6세기 후반 교황 그레고리우스 1세의 설교에서는 대림절이 전례적으로 4주간의 절기로 나타나지만, 금식의 의무는 언급되지 않는다. 그러나 9세기 샤를마뉴 대제 시대의 기록은 당시까지 대림절 금식은 여전히 널리 지켜지고 있었음을 보여준다.
13세기에 이르러 대림절 금식은 일반적으로 시행되지 않았지만, 망드의 뒤랑(Durand of Mende)의 기록에 따르면 금식은 여전히 널리 지켜졌다. 성 루이의 시성 교서에 따르면, 그는 대림절 금식을 열정적으로 지켰으나, 이는 더 이상 깊은 경건함을 가진 신자들 사이에서 일반적인 관습이 아니었다. 이 시기에는 대림절 금식 기간이 성 안드레아 축일(11월 30일)부터 성탄절까지로 제한되었는데, 이는 성 안드레아의 축일이 성 마르티노의 축일보다 더 보편적으로 지켜졌기 때문이다.
1362년 교황 우르바노 5세가 즉위하면서 교황청에 금식 대신 금육(육류를 먹지 않는 것)을 권고했으나, 금식에 대한 구체적인 언급은 없었다. 당시 로마에서는 성탄절 전 5주간의 대림절을 지키는 관습이 있었으며, 암브로시오 전례(Ambrosian Rite)에서는 6주간을 지켰다. 반면, 동방 교회에서는 대림절 금식이 선택 사항으로 여겨졌으며, 시작 시기도 지역마다 달라 11월 15일, 12월 6일, 혹은 성탄절 몇 일 전부터 시작하는 등 일관성이 없었다.
대림절의 전례는 제2차 바티칸 공의회 이전까지 큰 변화 없이 유지되었다. 그러나 공의회 이후, 사순절과 대림절의 전례적 정신을 구별하기 위한 소규모 변화가 도입되었다. 사순절이 회개의 시기로 강조된 반면, 대림절은 희망의 절기로서, 그리스도의 재림에 대한 약속과 현재 임재에 대한 기대를 강조하는 방향으로 변화되었다.

## 같이 보기
- 재림
- 크리스마스 시장
- 성모 안식
- 재림절 달력

## 참고 문헌
- 성공회 기도서(2004년 개정)